# Sylvia Greenberg
Sylvia Greenberg (* 1955 in Bukarest) ist eine rumänisch-israelische Opernsängerin (Koloratursopran) und Professorin für Gesang an der Hochschule für Musik und Theater München.

## Leben
Greenbergs Eltern gehörten der jüdischen Minderheit in Rumänien an. In Rumänien begann sie auch das Violoncello-Studium. 1964 ging sie mit ihrer Familie nach Israel und setzte dort ihr Studium fort.
Sylvia Greenberg begann ihre Gesangskarriere erst nach Abschluss ihrer Ausbildung zur Cellistin; ihr Debüt als Sängerin erfolgte in einem Konzert des Israel Philharmonic Orchestra unter Zubin Mehta. Ihr erstes festes Engagement hatte sie an der Oper Zürich, wo sie das hohe Koloraturfach wie die Zerbinetta in Strauss’ Ariadne auf Naxos oder die „Königin der Nacht“ in Mozarts Die Zauberflöte sang. Diese Partie wurde rasch zu Sylvia Greenbergs Markenzeichen und sie gastierte in den folgenden Jahren als sternflammende Königin in Glyndebourne, Hamburg, München, Stuttgart, Köln, Frankfurt, Wien und Paris.